# Rhipsalis trigona
Rhipsalis trigona là một loài thực vật có hoa trong họ Cactaceae. Loài này được Pfeiff. miêu tả khoa học đầu tiên năm 1837.